# 露西·卡文迪许
露西·卡文迪许（英語：Lucy Caroline Cavendish, Lady Frederick Cavendish，1841年9月5日—1925年4月22日），原姓Lyttelton，英國女性教育先驱
露西·卡文迪许是George William Lyttelton, 4th Baron Lyttelton的女儿。后来她嫁给Lord Frederick·卡文迪许，也就是德文郡公爵的儿子，从此开始了和剑桥大学的联系，因为岳父德文郡公爵是剑桥大学校监。

## 纪念
为了纪念露西·卡文迪许女士，剑桥大学露西·卡文迪许学院以她的名字命名。露西·卡文迪许是露西·卡文迪许学院创建者Margaret Braithwaite的大姨妈。